# Широковух
Широковух (Barbastella) — рід ссавців родини лиликових; довжину 45—60 мм. В Україні поширений широковух європейський (лат. Barbastella barbastellus).

## Види
- Barbastella barbastellus — широковух європейський
- Barbastella beijingensis[1]
- Barbastella caspica
- Barbastella darjelingensis
- Barbastella leucomelas
- Barbastella pacifica
- †Barbastella maxima